# Au Pairs
Au Pairs — постпанк-группа из Бирмингема, образовавшаяся в 1979 году и исполнявшая диссонантный, заостренный фанк-панк, во многом созвучный музыке The Mekons, Gang of Four и Delta 5. Все эти группы исповедовали левые взгляды, но Au Pairs отличал ещё и воинствующий феминизм, исходивший от вокалистки Лесли Вудз (англ. Lesley Woods), открыто заявлявшей о своей гомосексуальности. Впоследствии Au Pairs часто упоминались в числе провозвестников движения riot grrrl. После выхода концертного альбома Live in Berlin в 1983 году группа распалась.
Наивысшим достижением группы в UK Albums Chart осталось 33 место, до которого поднялся альбом Playing with a Different Sex
. В UK Indie Chart он возглавил списки; год спустя Sense and Sensuality поднялся здесь до #3 .
В конце 80-х годов Вудс образовала собственный коллектив The Darlings, затем ушла из музыкального бизнеса и сейчас работает юристом. Гитарист Пол Фоуд остался на музыкальной сцене: он сотрудничает с Энди Хамилтоном, ямайской джаз-группой Blue Notes, даёт уроки игры на гитаре и является соавтором учебника «The Caged Guitarist» (2000). Пит Хаммонд также преподает музыку в Бирмингеме.

## Дискография

### Альбомы
- Playing with a Different Sex (Human Records, HUMAN 1, 1981, #33 UK)
- Sense and Sensuality (Kamera Records, KAM 010, 1982, #79 UK)
- Live in Berlin (AKA Records, AKA6, 1983)
- Shocks to the System: The Very Best of the Au Pairs (Cherry Red, CDMRED161, 1999)
- BBC Sessions 79-83 (RPM, RPM139)
- Sense and Sensuality (Remastered) (Castle Music, CMRCD 470, 2002)
- Stepping Out of Line: The Anthology (Castle Music, CMQDD1338, 2006)

### Синглы
- You/Domestic Departure/Kerb Crawler (021 Records, OTO 2, 1979)
- It’s Obvious/Diet (021 Records, OTO 4, 1980)
- Inconvenience/Pretty Boys (Human Records, HUM 8, 1981)
- Inconvenience/Pretty Boys/Headache For Michelle (Human Records,HUM 8/12, 1981)